# Woodbridgea polystrigma
Woodbridgea polystrigma är en snäckart som först beskrevs av Dall 1908.  Woodbridgea polystrigma ingår i släktet Woodbridgea och familjen Diaphanidae. Inga underarter finns listade i Catalogue of Life.